# Rhizogonium pennatum
Rhizogonium pennatum är en bladmossart som beskrevs av J. D. Hooker och William M. Wilson 1854. Rhizogonium pennatum ingår i släktet Rhizogonium och familjen Rhizogoniaceae. Inga underarter finns listade i Catalogue of Life.